# Kallahalli, Belur
Kallahalli là một làng thuộc tehsil Belur, huyện Hassan, bang Karnataka, Ấn Độ.